# Sadków (Oleśnica)
Pour les articles homonymes, voir Sadków.
Sadków est une localité polonaise de la gmina de Dobroszyce, située dans le powiat d'Oleśnica en voïvodie de Basse-Silésie.